# Guineu voladora emmascarada
La guineu voladora emmascarada (Pteropus personatus) és una espècie de ratpenat de la família dels pteropòdids. És endèmica d'Indonèsia. El seu hàbitat natural són els matollars, on se la troba en abundància. És objecte de caça pels humans, però actualment no es creu que això sigui una amenaça per a la supervivència d'aquesta espècie.